# Список фильмов киностудии «Пате»
Ниже приведён список фильмов киностудии по годам.
- Отравительница (режиссёр Альбер Капеллани)
- Совесть священника
- 1897 — Прибытие царя в Париж
- 1899 — Дело Дрейфуса (L’affaire Dreyfus)
- 1901 — История одного преступления (Histoire d’un crime)
- 1902 — Катастрофа на Мартинике (La Catastrophe de la Martinique)
- 1903 — Жертвы алкоголизма (Les Victimes de l’alcoolisme)
- 1904 — История одной любви
- 1905 — Жизнь и страсти Иисуса Христа (La Vie et la passion de Jésus Christ)
- 1905 — Вальс на потолке (режиссёр Гастон Велль)
- 1905 — Мечта о луне (Rêve à la lune)
- 1905 — В чёрной стране (Au pays noir)
- 1905 — Похититель велосипедов (The Bicycle Thief)
- 1906 — Сын дьявола (режиссёр Шарль Лепин)
- 1906 — Электрический театр Боба (El teatro electrico de Bob, режиссёр Сегундо де Шомон)
- 1907(1902) — Дело Дрейфуса (L’affaire Dreyfus)
- 1908 — Арлезианка (L’Arlésienne, режиссёр Альбер Капеллани)
- 1908 — Москва под снегом (Moscou sous la neige)
- 1908 — Дисциплина и человечность
- 1908 — Западня (режиссёр Альбер Капеллани)
- 1910 — Фальшивомонетчики
- 1910 — Аталия (Athalie)
- 1909 — Ухарь-купец (фильм)
- 1911 — Аида (Aida)
- 1911 — Макс — жертва хинина (Max victime du quinquina)
- 1912 — Макс — законодатель мод (Max lance la mode)
- 1912 — Макс — преподаватель танго (Max professeur de tango)
- 1913 — Макс — виртуоз (Max virtuose)
- 1914 — Опасные похождения Полины (The Perils of Pauline)
- 1919 — Я обвиняю (J’accuse!)
- 1921 — Три мушкетёра (Les Trois Mousquetaires)
- 1923 — Наконец в безопасности (Safety Last!)
- 1923 — Верное сердце (Coeur fidèle)
- 1934 — Последний миллиардер (Le Dernier milliardaire)
- 1945 — Дети райка (Les Enfants du Paradis)
- 1956 — Кровь в голову (Le Sang à la tête)
- 1958 — Отверженные (Les Miserables)
- 1960 — Капитан (Le Capitan)
- 1961 — Три мушкетёра (Les Trois Mousquetaires)
- 1967 — Самурай (Le Samouraï)
- 1974 — Борсалино и компания (Borsalino & Co)
- 1975 — Не упускай из виду (La Course à l'échalote)
- 1976 — Игрушка (Le Jouet)
- 1977 — Смерть негодяя (Mort d'un pourri)
- 1979 — Военврач (Le toubib)
- 1979 — Город в огне (City On Fire)
- 1980 ― Инспектор-разиня (Inspecteur la Bavure)
- 1980 — Троих надо убрать (3 hommes à abattre)
- 1981 — За шкуру полицейского (Pour la peau d'un flic)
- 1983 — Банзай! (Banzaï)
- 1983 — Неукротимый (Le Battant)
- 1985 — Слово полицейского (Parole de flic)
- 1988 — Налево от лифта (À gauche en sortant de l'ascenseur)
- 1988 — Не будите спящего полицейского (Ne réveillez pas un flic qui dort)
- 2002 — Книга теней (Maléfique)
- 2004 — Хористы (Les Choristes)
- 2005 — Завтрак на Плутоне (Breakfast on Pluto)
- 2005 — Рыцари неба (Les chevaliers du ciel)
- 2006 — Афера по-французски / Дом со скидкой (La maison du bonheur)
- 2006 — Полный облом (Big Nothing)
- 2006 — Королева (The Queen)
- 2008 — Бобро поржаловать (Bienvenue chez les Ch’tis)
- 2009 — Трезор (Trésor)
- 2009 — Яркая звезда (Bright Star)
- 2010 — Добро пожаловать на борт (Bienvenue à bord)
- 2010 — Таможня даёт добро (Rien à déclarer)
- 2014 — Любовь от всех болезней (Supercondriaque)
- 2016 — Возьми меня штурмом (Raid dingue)
- 2018 — От семьи не убежишь (La ch'tite famille)